# 信州区
信州区，是中国江西省上饶市所辖的一个市辖区，为上饶市主城区，是中共上饶市委、市政府驻地、是全市政治、经济、商业、科教、文化、交通中心，信州区位于江西省东北部，信江上游，區人民政府駐茅家嶺街道。

## 行政区划
辖5个街道、4个镇：水南街道、东市街道、西市街道、北门街道、茅家岭街道、灵溪镇、沙溪镇、秦峰镇、朝阳镇，共有72个居委会、46个行政村。

## 人口
根據第七次人口普查數據，截至2020年11月1日零時，信州區常住人口為545134人。

## 历史沿革
信州区原为上饶县地。已有1700多年历史。唐乾元元年（758）筑城墙已来，历为州、府治所。
上饶县建于东汉末期建安年间，约公元205年前，初属豫章郡，不久改属鄱阳郡。晋初并入葛阳县，仍属鄱阳郡。南朝宋复置。
隋开皇九年（589），再度并入葛阳县，属饶州。十二年，葛阳改称弋阳。唐武德四年（621），上饶县析出重置。七年，省入弋阳，乾元元年（758），再度析出重置，隶于江南东道信州。
宋，仍属信州。元至元十四年（1277），隶于江浙行省信州路。明洪武三年（1370），信州路改为广信府。四年，广信府隶于江西行省。（广信府并非指位于现今广西梧州、贺州与广东封开一带，并非西江与贺江交汇一带。该广信府是江西行省广信府，治所在今江西省上饶市信州区，两者没有任何关系（下同）。
民国3年（1914），上饶县隶于豫章道。1926年，直属江西省。1932年，隶于江西省第六行政区。1938年，县城上饶镇改称广平镇。
1949年5月3日，上饶县解放，广平镇及附近部分城区析出建立上饶市，全市总面积64.68平方千米，隶于上饶专区。1960年3月，上饶县并入上饶市，全市总面积扩至2554.68平方千米。1964年4月，上饶县重新分出，上饶市辖域仍同建国初。
1993年5月，经江西省人民政府批准，将上饶县的沙溪镇、灵溪乡、秦峰乡、朝阳乡划归上饶市管辖，市域面积扩到338.6平方千米。相当于原有面积的5倍，仍隶属上饶地区行政公署管辖。
2000年7月10日，根据江西省人民政府通知，撤销上饶地区和县级上饶市，原上饶市改称信州区，隶属新设立的地级上饶市管辖。
2001年12月3日，将常青乡的车头行政村划归茅家岭乡；东门行政村划归东市街道办事处；庆丰行政村划归西市街道办事处；撤销常青乡建制，设立水南街道办事处（赣民字[2001]570号批复）。
2002年底，信州区面积308平方千米，人口35.1万人，其中非农业人口18.2万人。辖3个街道、2个镇、4个乡，61个居委会、75个行政村。区政府驻三江大道。　2003年9月28日，撤销北门乡，改设街道办事处（赣民字[2003]252号批复）。2003年底，全区辖4个街道、2个镇、3个乡，总人口36.12万人。
2005年1月6日，江西省民政厅《关于同意上饶市信州区撤销茅家岭乡改设街道办事处的批复》（赣民字[2005]3号）：同意撤销茅家岭乡，改设街道办事处。设立街道办事处具体事宜由上饶市人民政府审批。11月16日，上饶市政府《关于同意信州区设立茅家岭街道办事处的批复》（饶民字[2005]123号）：同意设立茅家岭街道办事处，以原茅家岭乡和水南街道办事处的世纪花园居委会为其行政区域，辖世纪花园、畴口、汪家园、湖潭头4个居委会和解放、同心、塔水、周田、车头、茅家岭6个行政村。办事处驻陵园路。区划调整后，信州区辖5个街道、2个镇、2个乡：水南街道、东市街道、西市街道、北门街道、茅家岭街道、沙溪镇、灵溪镇、秦峰乡、朝阳乡。
2006年1月20日，撤销灵溪镇，改设街道办事处（赣民字[2006]5号批复）。
2014年4月18日，撤销秦峰乡，设立秦峰镇。
2019年3月6日，中央宣传部、财政部、文化和旅游部、国家文物局公布《革命文物保护利用片区分县名单（第一批）》名单，信州区在其中

## 地理
信州區属亚热带湿润气候，雨量充沛，气候温和，日照充足，四季分明。无霜期约288天，年平均气温18.3℃ ,年降雨量1954.8毫米，年日照时数1621.7小时
信州区辖5街道办（东市、西市、北门、水南、茅家岭）4镇（沙溪、灵溪、秦峰、朝阳），67个村（居）委会、64个社区居委会。土地面积339平方公里。

## 方言
信州区当地居民所说的方言有：
- 上饶话（吳語）

沙溪话，沙溪话包括（秦峰乡，灵溪镇）